# East Lancs Myllennium Lowlander
L' East Lancs Myllennium Lowlander è un modello di autobus a due piani prodotto su telaio DAF/VDL DB250 dalla East Lancashire Coachbuilders.

## Storia
Il 'Myllennium Lowlander ha sostituito il modello East Lancs Lowlander. L'allestimento Lowlander era una carrozzeria realizzata dalla East Lancs per il telaio DAF DB250.
Nel 2000 l'allestimento Lowlander venne sottoposto ad un rifacimento estetico che la società indicava con il nome di "Myllennium". Con l'adozione del nuovo aspetto il Lowlander divenne il Myllennium Lowlander.

## Caratteristiche
Le caratteristiche introdotte con il design Myllennium riguardano l'impiego di un compensato dallo spessore di 12 mm in betulla di Finlandia per il pavimento del piano inferiore. Di pavimenti di entrambi i piani dotati di rivestimento antiscivolo. Porte azionate con un impianto ad aria e realizzate in vetro rinforzato. Come opzione il veicolo può essere dotato di televisione a circuito chiuso. All'interno le luci sono del tipo fluorescente e posizionate sul soffitto dei due piani mentre i fari sono rotondi e con lampade alogene. Anche il compartimento del conducente è progettato in modo da rendere più facile il suo lavoro.